# Limeta
Liméta je skupno ime podobnih križancev agrumov iz rodu Citrus, družine Rutaceae). Limete (prejšnje znanstveno ime Citrus aurantifolia), so morda križanec med limono in citrono, vendar si strokovnjaki niso enotni o prvotnem izvoru. Prevladuje mnenje, da gre za večkratno križanje med raznimi citrusi, kar je privedlo do današnjih samostojnih dreves, ki se razmnožuje s potaknjenci.

## Opis
Limeta je manjše drevo, 4 do 5 metrov visoko. Plodovi so majhni, ovalni do okrogli, s tankim olupkom. Če dozorijo na drevesu, zarumenijo do nekoliko oranžne barve, a normalno se sadeži poberejo še čisto zeleni, ko so bolj okusni in sočni. Krhlji so zelo dišeči in kislega okusa, saj vsebujejo do 6 % citronske kisline. 
Medtem ko so vsi ostali citrusi subtropske rastline, je limeta pravo tropsko drevo, zato se edina od agrumov ni prilagodila Sredozemlju, razen v Egiptu. Njena domovina je Malezija in Indija, od koder so jo Angleži uvažali v velikih količinah, da bi zadostili potrebam svojih mornarjev. Limeta je bila namreč edino znano sredstvo proti skorbutu. Še danes se del Londonskih dokov ob Temzi imenujeLimehouse po nekdanjih skladiščih tega dragocenega sadeža. Danes limete gojijo predvsem v jugovzhodni Aziji, Mehiki, Latinski Ameriki in Karibih.

## Limeta kot križanec
Do nedavnega je rod Citrus zajemal enajst vrst, pred kratkim pa so strokovnjaki določili, da so izvirni citrusi le trije: mandarina (Citrus reticulata), pomelo (Citrus maxima) in citrona (Citrus medica). 
Med križane citruse so tako všteli vse ostale vrste: pomaranča, limona, grenivka, klementina, bergamot, kinoto, kumkvat, kombava in limeto. Prav tako bi naj vse vrste fortunelle bile le križanja ene same vrste kumkvata.
Ta klasifikacija sicer ni še splošno sprejeta, a že sedaj veliko večino citrusov strokovno zapisujejo z vmesnim znakom križca ali enostavno z »x«, kar pomeni, da gre za križanje, torej hibrid. Čeprav se lahko zdi čudno, da sta tako vsesplošno znana sadeža, kot sta pomaranča ali limona, le hibrida, ne moremo prezreti osnovnih podatkov o njegovem gojenju. Strokovno ga je treba prišteti med umetno pridobljene rastline.
Čeprav je rod citrusov sedaj sestavljen samo iz treh vrst, poznamo namreč med agrumi veliko število naravnih odstopanj in nepravilnosti, bodisi v cvetju, bodisi predvsem v sadežih, zaradi česar se dajo dobiti širom po svetu zelo raznoliki primerki. Razen tega so agronomi razvili nešteto hibridov, ki večkrat nimajo stalnih in ponovljivih lastnosti, zato so nekatere vrste na trgu le za določeno dobo. To povzroča težave pri klasifikaciji agrumov. Omeniti je treba tudi dedne spremembe, ki so pri agrumih zelo pogostne. Gre za mutacijo v poganjkih, ki se včasih pojavi iz neznanih razlogov. Na veji se rodi poganjek, iz katerega zraste veja z nekoliko različnimi lastnostmi od ostalega drevesa. Če se ta vejica uporabi kot potaknjenec, zraste drevo s temi različnimi lastnostmi. Velikokrat  so te nove lastnosti nezaželene, zato se spremembo ne želi ohranjati in se mutirana vejica enostavno odstrani. Včasih je pa sprememba toliko zanimiva, da jo agronomi gojijo dalje in tako dobijo novi križanec.

## Varietete
Znanih je več vrst limete, a gre le za napačno poimenovanje. Edino pravo limeto Citrus x aurantifolia so Portugalci prinesli v Ameriko v šestnajstem stoletju in se vse od takrat goji na Floridi in v Mehiki. Obrodi trikrat letno, a je zelo majhna: za en kilogram je potrebnih preko trideset sadežev. Na žalost je pa leta 1992 ciklon Andrew uničil mnogo nasadov, ki niso bili vsi obnovljeni.
Zelo znana varieteta je Citrus x limetta, ki je zelo podobna limoni, a je bolj blagega in zelo prijetnega okusa, zato spada med sladke limete. Gojijo jo v Italiji in do nedavnega so jo pridelovali tudi v Kaliforniji. Citrus x latifolia je varieteta limete z ovalnimi in nekoliko večjimi plodovi, ki so zelo sočni. Trenutno je edina vrsta, ki se goji v ZDA, in sicer v Kaliforniji. Citrus x limettioides je prava sladka limeta, ker je skoraj brez kisline (0,1 %). Goji se v Indiji, Palestini in Egiptu. Je zelo sočna in skoraj brez semen, a zaradi prenizke kisline njen okus ni povsod priljubljen. Citrus x limonia ni limeta, pač pa križanec med limono in mandarino. Je pa zelo podobna limeti, zato jo imenujejo tudi mandarin lime; goji se v Indiji, Kaliforniji in Avstraliji za predelovanje sadežev v marmelade, ki so baje okusnejše od pomarančnih marmelad.

## Uporaba
Limeta se v glavnem prideluje za pridobivanje esenčnega olja iz olupkov. Je namreč zelo podobno olju, ki se pridobiva iz limon, in je zelo cenjeno v industriji čistilnih sredstev in parfumov. Največ ga pa porabi živilska industrija za izdelovanje brezalkoholnih pijač. 
V mnogih nasadih se limeta goji samo v okrasne namene, ker je – kot ostali citrusi – zimzelena in v ugodnih pogojih cvete celo leto. Tudi njeni majhni plodovi so zelo prijetnega videza, posebno ker ostanejo na drevesu še dolgo poleg novih cvetov.
Kot sveže sadje se limeta ne uživa, pač pa se uspešno uporablja v kuhinji namesto limone. Limete so bolj sočne in finejšega okusa kot limone. Tahitijske limete imajo debelejši olupek in sočno meso, mehiške so manjše in imajo tenko, rumenkasto lupino in so zelo kisle.
Z malo limetinega soka se okrepi in obogati okus drugega sadja (melone, papaje, guave, …). V Aziji oplemenitijo z limeto jedila, ki so pripravljena s curryjem, v Mehiki pa jedi iz morskih sadežev.